# Long Prairie River
Der Long Prarie River ist ein 148 km langer Nebenfluss des Crow Wing River im US-Bundesstaat Minnesota. Er gehört zum Einzugsgebiet des Mississippi Rivers und entwässert ein Gebiet von 2310 km² in einer ländlichen Region.

## Geschichte
Bevor Europäer in die Region kamen, bewohnten die Dakota und die Ojibwe die Umgebung des Flusses.
Henry Schoolcraft berichtet, dass die Gegend 1832 jedoch unbesiedelt war, da sie Grenzbereich der beiden miteinander verfeindeten Indianerstämme lag.
Durch die Chippewaverträge von 1847 wurde das Westufer des Flusses, welches eigentlich den Mekamaadwewininiwag gehörte, den Menominee-Indianern und das den Gichi-ziibiwininiwag gehörende Ostufer den Winnebago-Indianern als Siedlungsgebiet abgetreten. Dies erfolgte in Erwartung der Indianer-Umsiedlung aus Wisconsin, das zu dem Zeitpunkt zum Bundesstaat erhoben wurde. Die Menominee widersetzten sich aber einer Übersiedlung und kamen nicht nach Minnesota. Deswegen wurde das Land an die Vereinigten Staaten abgetreten. Die Winnebagos hingegen siedelten sich zum großen Teil an, waren aber wegen andauernder Scharmützel zwischen dem Pillager Chippewa und den Dakota-Sioux laufend in Gefahr und verlangten eine Umsiedlung in den Süden Minnesotas, in die Nähe von Mankato. Deswegen gaben sie das Land 1855 an die Vereinigten Staaten ab. Siedler begannen auf den Prärien der Region mit der Landwirtschaft und rodeten in den 1860er Jahren die Wälder.
Der englische Name des Flusses ist nach Angaben des Missionares Joseph Gilfillan aus der Sprache der Ojibwe abgeleitet; Gaa-zhaagawashkodeyaa-ziibi bedeutet „langer schmaler Präriefluss“.

## Geographie
Das Quellgebiet des Long Prairie Rivers liegt in einem Gebiet mit zahlreichen Seen nördlich von Alexandria. Er entspringt dem Lake Carlos in der Carlos Township im Douglas County, etwa 11 Kilometer nordwestlich von Alexandria. Die Zuflüsse zum Lake Carlos, die verschiedene andere Seen entwässern, machen rund ein Viertel seines  Einzugsgebietes aus. Zu diesen Seen gehören Lake Darling, Lake Ida, Lake Miltona und Geneva Lake.
Der Fluss strömt anfangs durch das Todd County. Wassergräben verbinden den Fluss mit dem Lake Osakis, der die Quelle des Sauk Rivers ist. Somit könne sich bei hohem Wasserstand die beiden Einzugsgebiete verbinden.
In Long Prairie ändert der Fluss seine Richtung und wendet sich dann Richtung Nord-Nordosten. Bei Browerville durchquert er ein Wildschutzgebiet und erreicht den Nordwesten des Morrison Countys. In der Motley Township, etwa zwei Kilometer südöstlich von Motley mündet er schließlich von Süden her in den Crow Wing River.
Der größte Teil seines Einzugsgebietes liegt innerhalb einer Ökoregion, die durch Hartholzwälder mit Ahorn und Amerikanischen Linden bestehen, die mit Koniferen gemischt sind. Der Boden besteht aus glazial entstandenen Grundmoränenebenen und Sandern.
Nach Angaben der Minnesota Pollution Control Agency werden 41 Prozent des Einzugsgebietes des Long Prairie Rivers unterhalb von Lake Carlos landwirtschaftlich genutzt; Hauptanbausorten sind Kartoffeln, Mais, Sojabohnen und Luzerne. Rund ein Viertel des Einzugsgebietes sind Grünland und Weiden, 21 Prozent sind bewaldet, 10 Prozent sind Wasserflächen oder Feuchtgebiete und 3 Prozent sind besiedelt. Weil die Flussauen des Flusses breit und flach sind, ist das direkt dem Fluss anliegende Land entweder landwirtschaftlich genutzt oder es handelt sich um Flussauen. Dies gilt nicht entlang des oberen östlichen Flussabschnitts, der historisch durch Espen und Eichenwälder bewachsen war und aus Feuchtgebieten und Hochgrasprärien bestand. Unterhalb von Browerville wechseln sich Farmland und Sekundärwald ab. Zu den Fischarten im Fluss gehören Europäischer Hecht, Glasaugenbarsch, Schwarzbarsch, und Forellenbarsch.

## Abflussmenge
Am Pegel des United States Geological Surveys in der Gemeinde Long Prairie betrug zwischen 1972 und 2005 im langjährigen Durchschnitt die Wassermenge des Flusses 5 m³/s. Der höchste Wert wurde mit 93 m³/s am 22. Juli 1972 aufgezeichnet, der niedrigste Wert war am 12. Januar 1977 fast null m³/s.